# 盧雄来

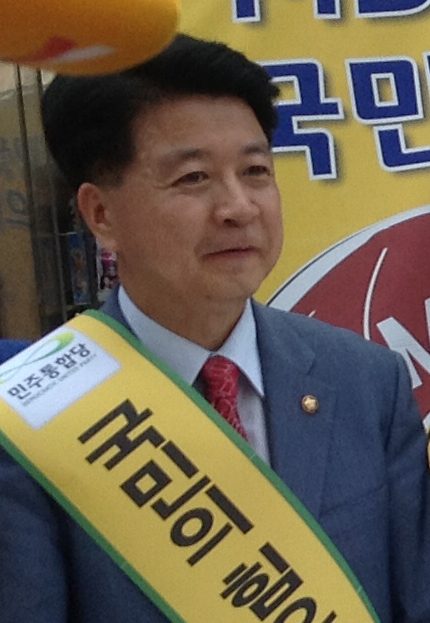
2012年

盧 雄来（ノ・ウンネ、朝鮮語: 노웅래/盧雄來、1957年8月3日 - ）は、大韓民国のジャーナリスト、労働運動家、政治家。第17・19・20・21代韓国国会議員。
本貫は交河盧氏。カトリック教徒。元国会副議長、麻浦区庁長の盧承煥は父。

## 経歴
ソウル麻浦出身。大成高等学校、中央大学校哲学科卒。ミズーリ州立大学新聞放送大学院客員研究員を経て、東国大学校言論情報大学院修了。卒業後は毎日経済新聞の記者となり、MBC報道局社会部次長・記者会総務、全国言論労働組合副委員長、MBC労働組合委員長兼ソウル支部委員長、ヨルリンウリ党院内公報副代表、国会運営委員会委員、第17代国会スカウト議員連盟・保健福祉委員会・文化観光委員会委員、社団法人善行称賛運動本部社会貢献委員長、ヨルリンウリ党報道官、中道改革統合新党の会首席副代表、民主党代表予備選挙秋美愛候補報道官・結党準備委員会報道官、民主連帯創立準備委員会共同委員長、忠孝礼実践運動本部顧問、東国大学校言論情報大学院兼任教授、韓国血液がん協会共同理事、武漢大学国際政治大学院客座教授、民主党麻浦甲地区党委員長を務めた。

## 収賄容疑
2020年、選挙資金や太陽光発電事業、地方国税庁長の人事への介入などをめぐり、ある実業家から6千万ウォンの賄賂などを受け取った疑いがあり、2022年11月の検察による自宅捜査で大量な現金が見つかった。2022年12月、検察側は逮捕状を請求したが、盧は不逮捕特権を持つため、身柄を拘束するためには国会で逮捕同意案を可決しなければならなかった。同月末の国会での逮捕同意案は反対多数で否決されたが、2023年3月にやはり起訴された。なお、2022年12月14日、盧に対する国会の逮捕動議手続きが始まった時、盧は自分に対する捜査が検察による民主党破壊工作の一環だと主張し、無実を主張した上民主党の議員らに助けてほしいと訴えたが、「死んでも一緒に死んで、生きても一緒に死ぬという気持ちで無道な検察に私は立ち向かいます」と言い間違いをしたハプニングが発生した。
本人は法廷でもその実業家とは面識もないなどと控訴事実を全面否定したが、裁判途中の2024年2月、共に民主党の公職候補者推薦管理委員会の決定でカットオフに遭った。その後は不満を表明するつもりで、党代表室で籠城しハンガーストライキを行ったが、党指導部は屈しなかったため、9日だけで中断した。
2025年3月、一審進行中の盧の控訴を受け、大法院は盧の家から3億ウォンの現金を押収した検察の処分が違法だとし、取り消した。ただ、そもそもこの3億ウォンはこの事件の捜査の対象外である。

## エピソード
民主党内では代表的な「非文（在寅）系」である。
2021年2月、国会環境労働委員会の産業災害聴聞会に証人として出席したポスコの崔正友会長に対し、本来の主旨と関係ない一部加工した写真を取り出して、崔が東京訪問中に神社で参拝したのではないかと質疑した。しかし、写真をよく見ると増上寺で撮ったものだと分かり、盧はその質問をする意図は不明である。
2022年の大統領選挙前、Facebookで李在明と子供の写真をあげて、対立候補の尹錫悦に子供がないことを嘲るような文を掲載したため、批判を受けた。本人はその後、SNSがハッキングされたと言い、警察にも告発したと表明した。